# هاي4
هاي4 ((هانغل: :하이포); أسلوبا هكذا HIGH4) هي فرقة فتيان كورية جنوبية من أربعة أعضاء تحت إدارة  إن.آي.بيه إنترتينمنت. الفرقة تتكون من الأعضاء Sunggu، Alex، Myunghan، و Youngjun. ظهورهم الرسمي الأول إلى عالم صناعة الترفيه الكوري في 8 أبريل، 2014 مع الأغنية "Not Spring, Love, or Cherry Blossoms" بمشاركة مميزة لآي يو.

## وصلات خارجية
- هاي4 على موقع ميوزك برينز (الإنجليزية)